# Albert Kirchmayer
Albert Franz Kirchmayer (* 3. Dezember 1880 in  Augsburg; † 16. Mai 1966 ebenda) war ein deutscher Architekt.

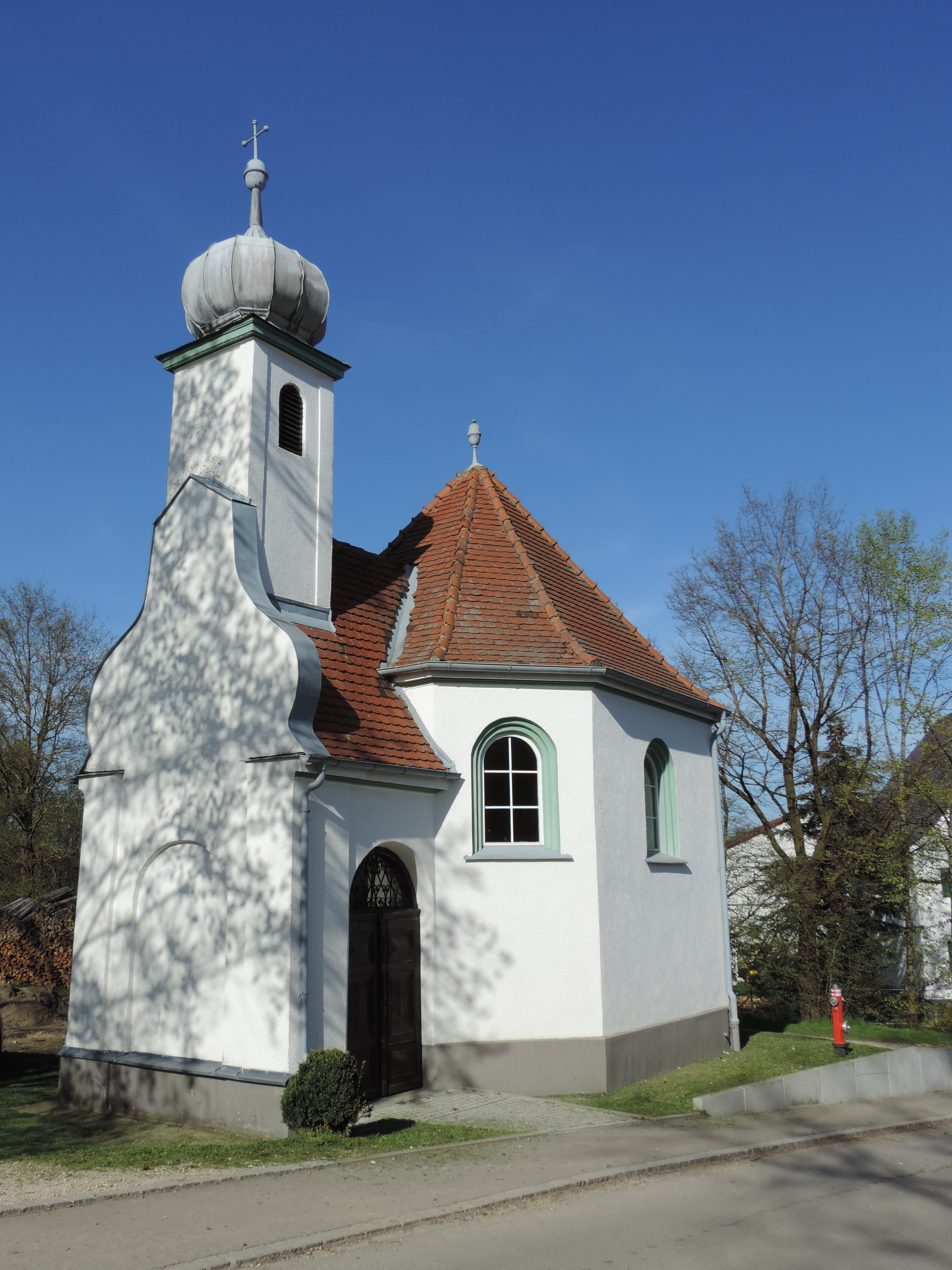
Kapelle St. Barbara in Oberzell

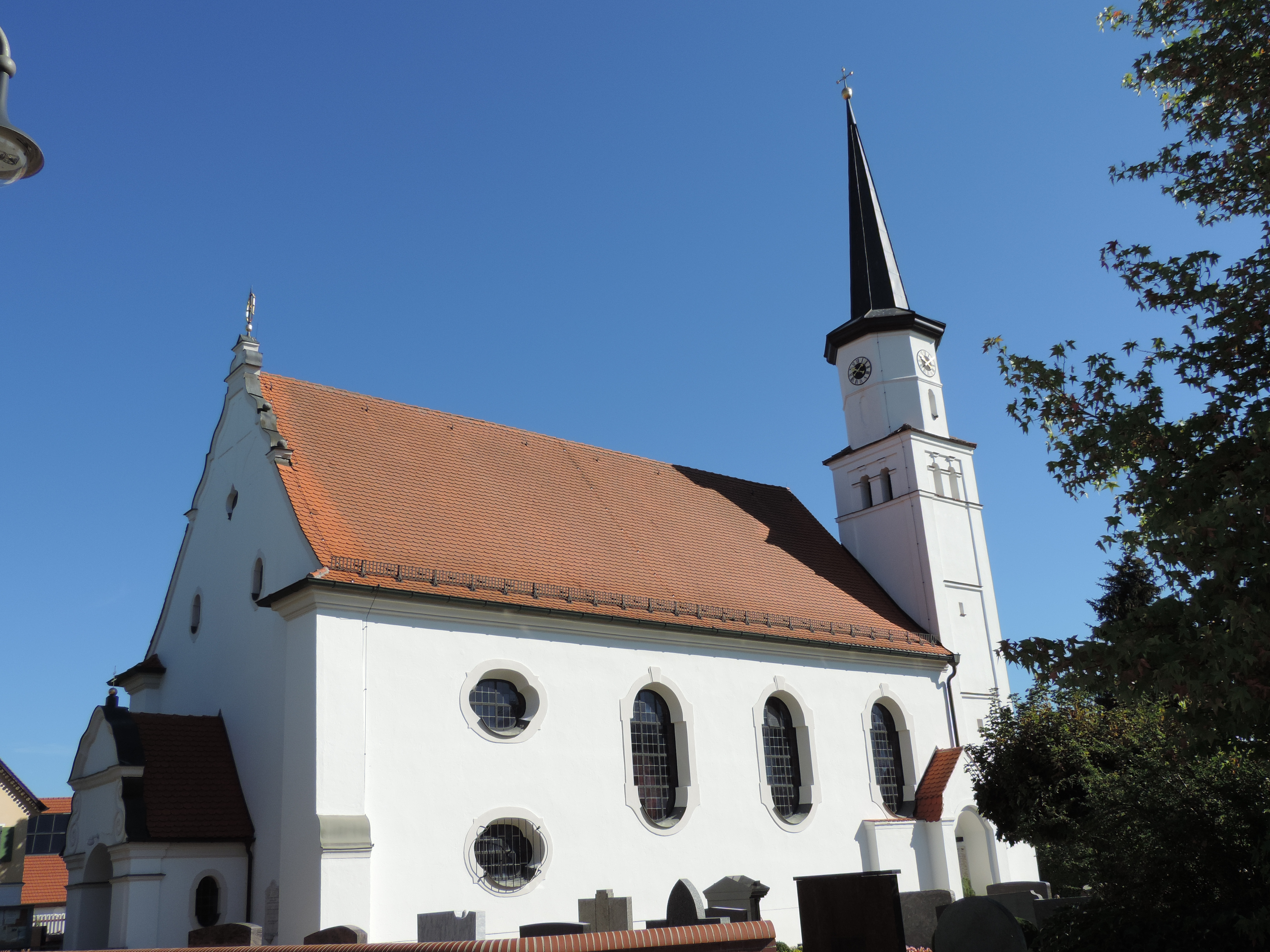
Kirche St. Peter und Paul in Haberskirch

In den Jahren 1900 bis 1902 arbeitete Kirchmayer in Augsburg als städtischer Bauassistent, ab 1903 folgte sein Studium der Architektur an der Technischen Hochschule München bei gleichzeitiger Tätigkeit im Stadtbauamt, seit 1905 war er als freier Architekt in Augsburg tätig. Zu seinen kirchlichen Bauten zählen die 1910 als neubarocker Zentralbau mit westlichem Vorbau mit geschweiftem Giebel und Dachreiter mit Zwiebelhaube errichtete Kapelle St. Barbara in Oberzell. Im gleichen Jahr folgte der Neubau des Langhauses der Pfarrkirche St. Peter und Paul in Haberskirch bei Friedberg. 1914/15 erbaute er das Pfarrhaus in Schwabhausen, 1929 folgte der Turmneubau an der Pfarrkirche St. Pankratius  in Schrobenhausen. Mit dem Kinderheim Augsburg-Hochzoll errichtete er 1908 einen neubarocken Sozialbau, der Erweiterungsbau von 1949 stammt ebenfalls von ihm. Für die Siedlungsgenossenschaft Augsburg-Firnhaberau erstellte Albert Kirchmayer 1921 den Gesamtbebauungsplan.

## Ehrungen
Nach Albert Kirchmayer wurde 1970 der Albert-Kirchmayer-Weg in Augsburg-Firnhaberau benannt.